# Eva Pankok

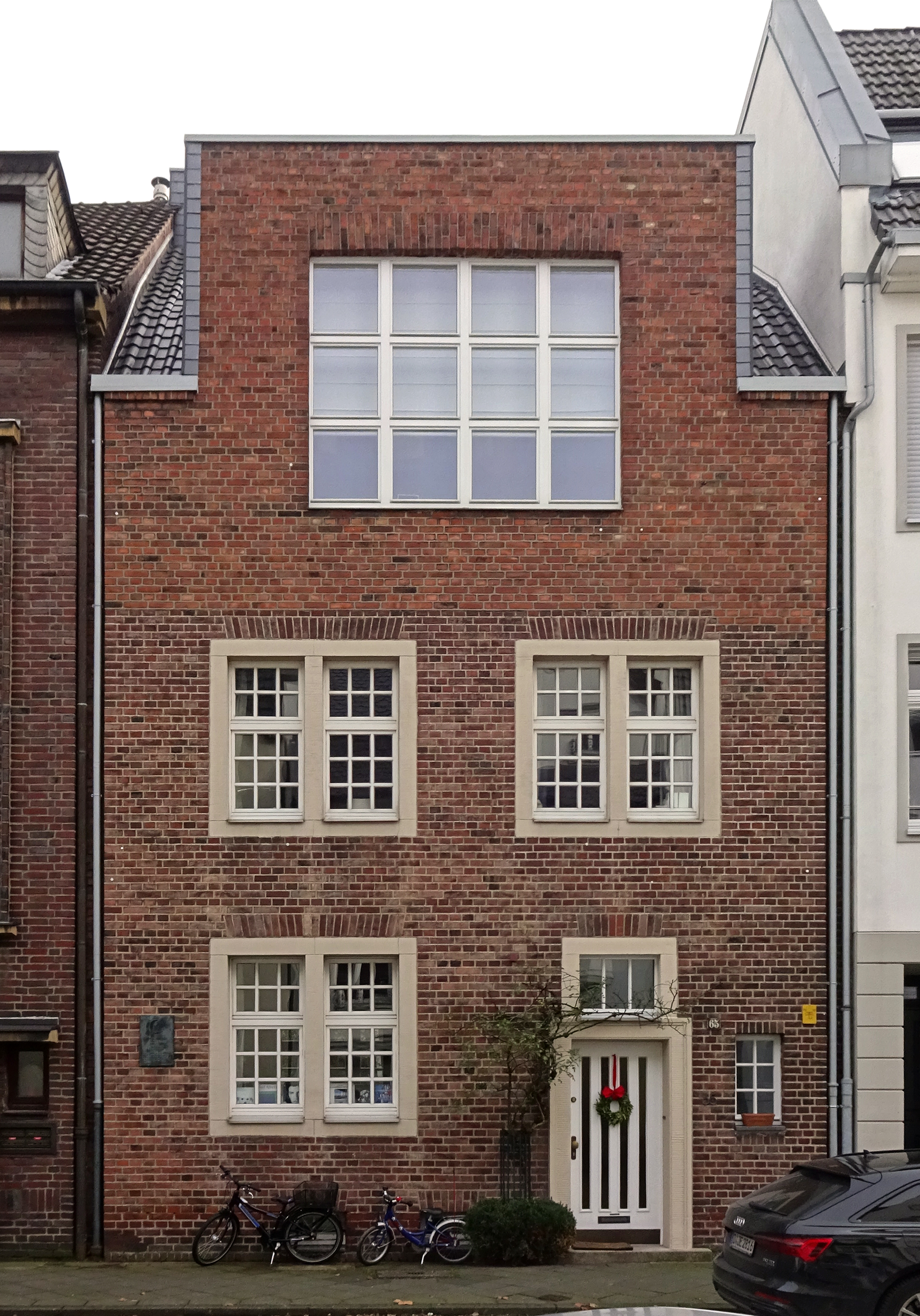
Wohnhaus der Familie Pankok in Düsseldorf-Oberkassel. Eva Pankok wohnte hier von 1925 bis 1936 und von 1948 bis 1958.

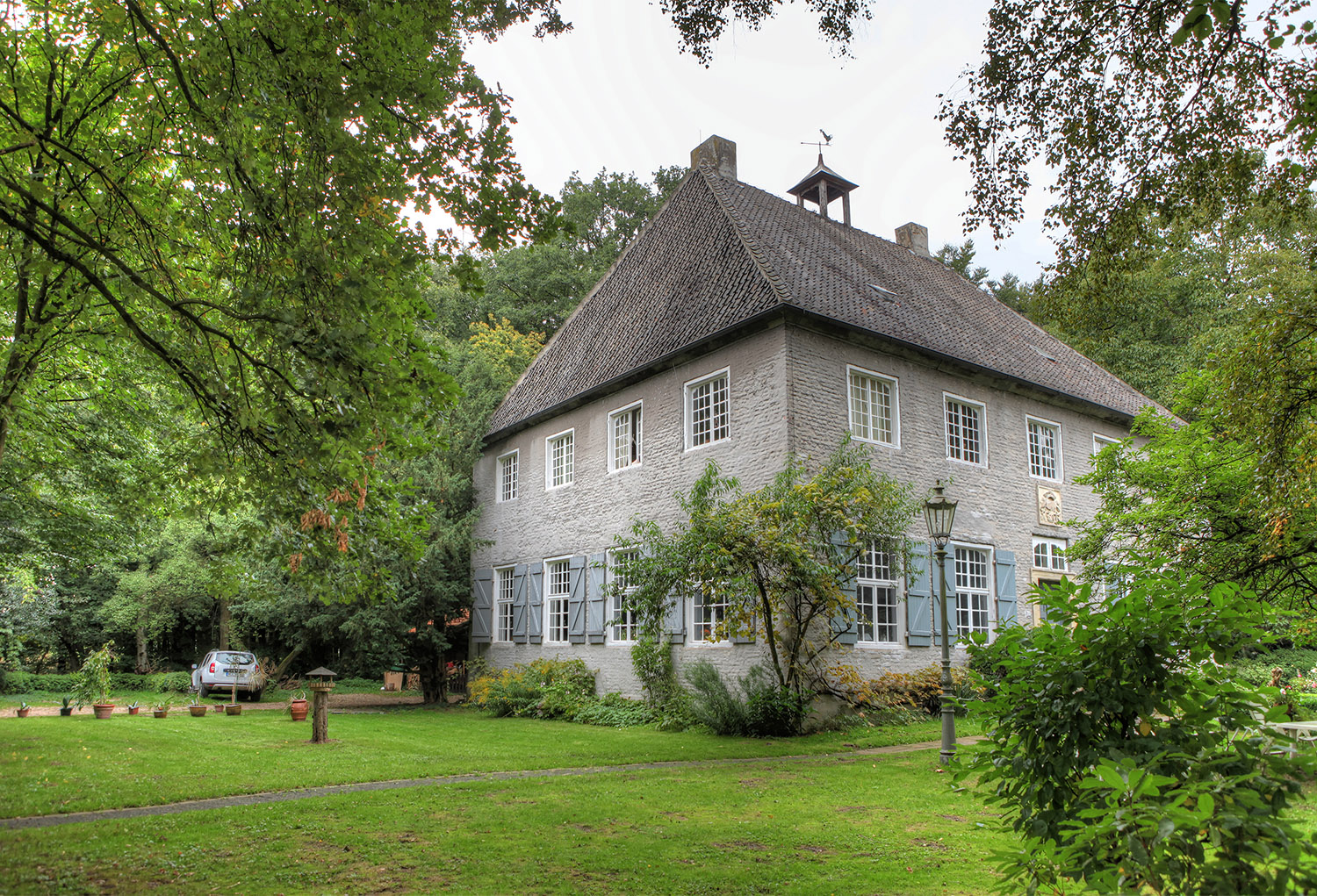
In Haus Esselt, Hünxe-Drevenack, lebte Eva Pankok von 1958 bis 2016.

Eva Pankok (* 14. Juli 1925 in Düsseldorf; † 16. Februar 2016 in Drevenack) war eine deutsche Malerin und Museumsleiterin.

## Leben und Werk
Sie war eine Tochter der Journalistin und Verlegerin Hulda Pankok und des Künstlers Otto Pankok. Bereits mit 16 Jahren war ihr klar, dass auch sie wie ihr Vater Malerin werden wollte. Gemeinsam mit ihrem Vater, aber auch allein unternahm sie zahlreiche Malaufenthalte vor allem in die südfranzösischen Provence, eine Landschaft, die sie liebte. 1958, nachdem Otto Pankok seine Professur beendet hatte, zog die ganze Familie nach Haus Esselt bei Drevenack am Niederrhein, wo Otto Pankok als Künstler arbeitete und 1966 starb.
1968 gründeten Hulda Pankok und ihre Tochter Eva die Otto-Pankok-Gesellschaft und eröffneten im Atelierhaus von Otto Pankok in Drevenack das Otto-Pankok-Museum. Nach dem Tod ihrer Mutter im Jahr 1985 übernahm Eva Pankok für über 30 Jahre die Museumsleitung und kümmerte sich neben ihrer Malerei um die Bewahrung des Lebenswerkes von Hulda und Otto Pankok. Sie ermöglichte und betreute zahlreiche Ausstellungen in ganz Deutschland zum Werk ihres Vaters.

## Ausstellungen (Auswahl)
- 1973 Gemäldeausstellung Eva Pankok anläßlich der Berliner Festwoche
- 2005 Ausstellung im Gildehaus, Bad Bentheim, zu Ehren des 80. Geburtstags von Eva Pankok
- 2007/8 Eva und Otto Pankok "Mensch, Tier und Landschaft", Gesundheitszentrum Lang, Dinslaken
- 2012 "Du bist meine Farbe" Kulturbahnhof, Nettersheim
- 2015 "Hommage an die Schöpfung", Christuskirche Gladbeck[2]
- 2017 "Symphonie an Licht und Farbe", Kunstverein Moers
- 2022 "Erblühen" Otto Pankok Museum Gildehaus, Bad Bentheim[3]
- 2023 "Du bist Farbe – Gemälde von Eva Pankok", Forum Billebrinkhöhe, Essen

## Ehrungen
- 2005 Verleihung der Johanna-Ey-Medaille an Eva Pankok zu ihrem 80. Geburtstag

## Zitate
„Mein Beruf ist die Malerei.“ (Eva Pankok, 1941)